# Jebel Uweinat
Jebel Uweinat (Arabisch: جبل العوينات, gabal al-ʿuwaināt, letterlijk “berg van bronnen”), ook gespeld als Al Awaynat, Auenat, Ouenat, Ouinat, Owainat, Oweinat, Uwaynat, Uwenat of Uweynat, is een bergmassief op de grens tussen Egypte, Libië en Soedan.

## Geografie
Jebel Uweinat ligt in de oostelijke Sahara, 40 km ten zuidoosten van het gelijksoortige gebergte Jebel Arkanu in Libië.
De belangrijkste bron van het massief, Aïn Dwa genaamd, bevindt zich in de westelijke piemonte. Deze helling bestaat uit een klif van ongeveer 600 m hoog, waarvan de voet bedekt is met grote rotsen die door erosie naar beneden zijn gekomen. Er zijn oases te vinden, bedekt met struiken en gras. In totaal zijn er drie valleien op het westen georiënteerd: Karkur Hamid, Karkur Idriss en Karkur Ibrahim. In het oosten eindigt het massief met de Karkur Talh-vallei. Het hoogste punt van het massief, in de oostelijke helft, bevindt zich op het Uweinat-plateau (ten tijde van de Italiaanse kolonisatie Italia genoemd).

### Geologie
De westelijke helft van het massief is een granieten intrusie die concentrische ringen vormt, waarvan de grootste een diameter van 25 km heeft. Het oostelijke deel bestaat uit zandsteen en vormt vier verschillende plateaus.

### Flora en fauna
Jebel Uweinat maakt samen met het Tibestigebergte op de grens van Libië en Tsjaad deel uit van de ecoregio van xerofiele hooggelegen open bossen van Tibesti en Jebel Uweinat, die behoren tot het bioom van woestijnen en droge struwelen. Deze ecoregio beslaat 82.200 km².

## Geschiedenis
Het massief werd in 1923 beschreven door Ahmed Hassanein. Tijdens zijn verkenning meldde hij dat er petrogliefen en rotsschilderingen waren aangetroffen van dieren uit de laatste regenperiode van de Sahara, die inmiddels zijn uitgestorven: leeuwen, giraffen, struisvogels, gazellen en zelfs runderen, in een stijl die doet denken aan de rotstekeningen van Fezzan. Hij probeerde het massief van west naar oost over te steken, maar keerde terug nadat hij 40 km had afgelegd zonder uitgang te vinden.
Graffiti uit het 3e millennium v.Chr. getuigt van de verkenning van de regio door de Egyptenaren tijdens de periode van het Oude Rijk, via het Abu Ballas-pad.
In de jaren 1930 werd het Uweinatgebergte, op de grens tussen het Italiaanse en Britse koloniale rijk, verkend door de Britse geoloog en officier Ralph A. Bagnold, die na het lezen van The Lost Oases van Ahmed Hassanein in de woestijn op zoek ging naar de mythische stad Zerzura. De Italiaanse kapitein Oreste Marchesi volgde hem op en beiden bouwden een steenhoop op het hoogste punt van het massief. Op zoek naar het "Afrikaanse Atlantis, de bakermat van het Arische ras" (een van de pseudowetenschappelijke theorieën die in zwang waren in de periode tussen de twee wereldoorlogen) bezochten de Duitse etnoloog en archeoloog Leo Frobenius en de Hongaarse graaf László Almásy, vliegenier, ontdekkingsreiziger en spion, op hun beurt de Jebel Uweinat.

rotstekeningen van Karkur Talh
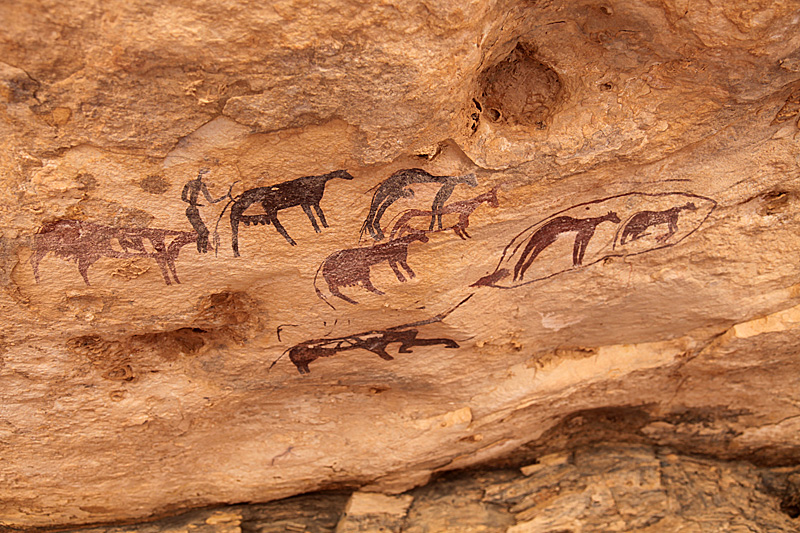
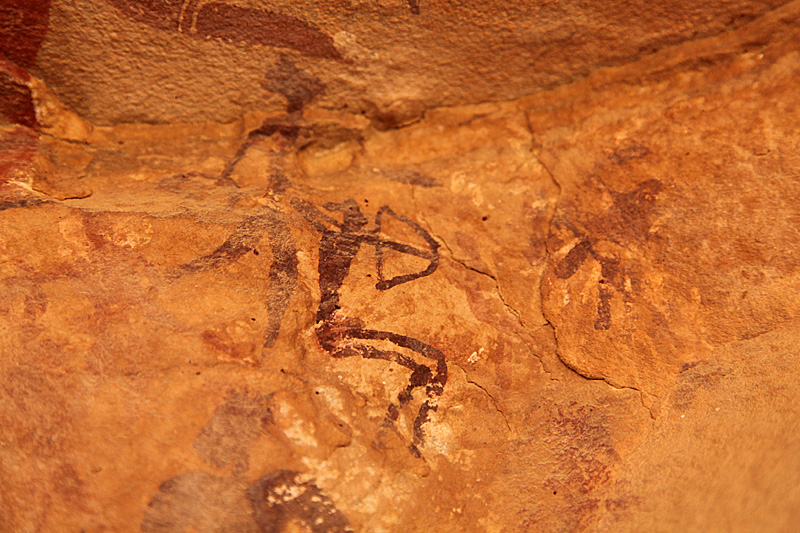
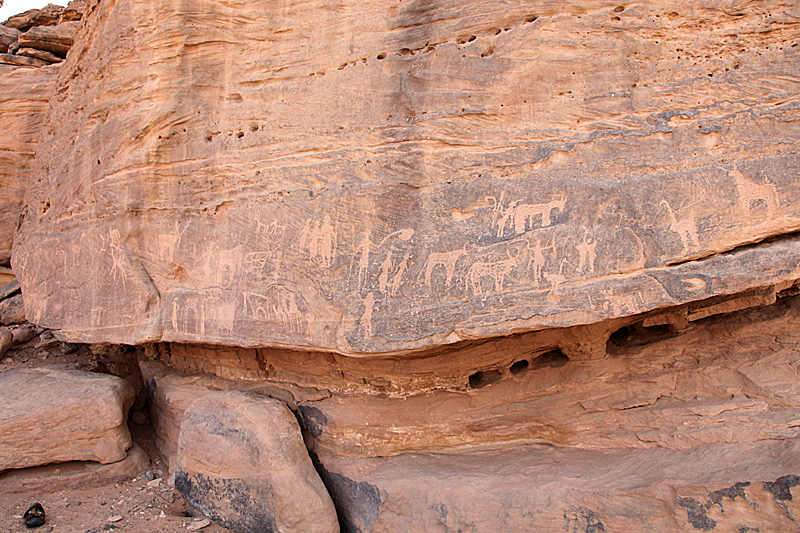

- Virtual International Authority File: 2504148574345724430003